# 峰田ななみ
峰田 ななみ（みねた ななみ、1985年3月18日 - ）は、日本のAV女優。LINX所属。

## 略歴・人物
東京都出身。
趣味・特技はネイル。
2020年10月、マドンナ専属女優としてAVデビュー。
2020年12月17日の公式ブログで、マドンナ専属が終了し企画単体女優となったことを報告。2022年9月24日に神田明神ホールで行われたAsia Pacific Collectionではセックスワーカーを代表するひとりとしてランウェイを歩く。
2024年10月21日、今年いっぱいでの現役引退をSNSで報告した。

## 作品

### アダルトDVD
2020年
- キラキラ輝くこの美女は、こうみえて6人のお母さん。 峰田ななみ 35歳 AV debut!!（10月7日、マドンナ）
- マドンナ専属 第2弾!!中出し解禁!! 猛暑で理性が狂った母子の、汗だく中出し帰省相姦。（11月7日、マドンナ）
- 夫がゴルフに行く月末、セフレを自宅に招いて中出しセックスに溺れる人妻。（12月7日、マドンナ）

2021年
- 相部屋寝取られ 夜8時から朝5時過ぎまで出張先の旅館で部下とハメまくる美人妻 中出し10発越えてもまだまだ終わらない 獣のような不倫セックス（1月14日、センタービレッジ）
- 訳あり熟女妻 令和おばさんと本気の1Day不倫SEX記（2月10日、ホットエンターテイメント）※「ななみ」名義
- 現代肉欲劇場 パパ大好き…（2月13日、FAプロ）
- 人妻強姦 …夫が不在の日、主婦達は逃げ惑い幸せな家庭で犯される… 2（2月19日、クリスタル映像）
- 母子姦（4月15日、グローリークエスト）
- 顔出し解禁!! マジックミラー便 全員38歳over! 年齢を感じさせない美しい人妻さん 初めての公開ディープキス編 若い男子との濃厚接吻で久しぶりに熱くトロけてしまったオマ○コは青年の硬いデカチ○ポが欲しくてたまらない!! vol.08 in銀座&目黒 10人全員SEXスペシャル!!（4月19日、ディープス）
- 奥さん、一緒に飲みませんか? 人妻にお酒とザーメン飲ませてみました @新宿 地方の人妻限定 巨大バスターミナル前で訳アリ人妻をナンパしてみた 11（5月22日、ビッグモーカル）
- 人妻の花びらめくり（6月19日、人妻援護会）
- 禁忌 人妻性癖開眼 02 続・うちの妻・N樹(36)を寝取ってください 93（7月2日、ゴーゴーズ）※「なつき」名義
- 憧れの女上司と（7月22日、タカラ映像）
- 素人妻ナンパ 全員生中出し 5時間 セレブDX 76（8月15日、ロータス）
- バスタオル姿の叔母と鉢合わせした事をきっかけに…（9月20日、スターパラダイス）
- どこまでヤレる!? メンズエステのムチ尻お姉さん（10月20日、スターパラダイス）
- 素人 ナンパ中出し!! 働く人妻さんをイカセまくって中出し!!（12月27日、グラフィティジャパン）

2022年
- 誰にも言えない… 娘の夫に無理やり抱かれたなんて… 6（1月27日、グラフィティジャパン）

### ネット配信
2021年
- 【初撮り】【清楚妻の不貞絶頂】【淑女の美乳】結婚13年目の子持ち清楚美女が初めての不貞SEX。久しぶりに旦那以外の肉棒で貫かれ、歓喜の表情を浮かべる変態妻に.. ネットでAV応募→AV体験撮影 1437（1月8日、シロウトTV）※「ななみ」名義
- ラグジュTV 1351 経営者として、子供を持つ母として…多忙な日々を送る中でほんの少しの刺激的な火遊びを…。今日だけ家族を忘れて自分の欲望の為に乱れたい!美しい人妻がイヤラシいオンナとして悦びを味わう姿は必見!（1月11日、ラグジュTV）※「八ツ橋恵美」名義
- タワマン主婦 ななみ 宅配業者を装った侵入強盗!!命乞いをする美人妻を脅迫レ×プ!!（1月29日、クリスタル映像）
- No.1099 木村 ななみ（2月4日、舞ワイフ）※「木村ななみ」名義
- No.1118 木村 ななみ（4月13日、舞ワイフ）※「木村ななみ」名義
- 熟女が悦ぶ女性向け高級回春エステの盗撮映像 8 〜マン汁があふれ出す秘密の施術でよがり狂う（12月17日、パラダイステレビ）